# أريلد هولم
أريلد هولم (بالنرويجية البوكمول: Arild Holm)‏ هو متزحلق جبال الألب نرويجي، ولد في 11 فبراير 1942 في ستيوردال في النرويج.

## وصلات خارجية
- أريلد هولم على موقع الاتحاد الدولي للتزلج (التزلج على المنحدرات الثلجية) (الإنجليزية)
- أريلد هولم على موقع أوليمبيديا (الإنجليزية)